# Поска, Яан
Я́ан По́ска (эст. Jaan Poska; 12 [24] января 1866, Лайузевялья, волость Лайузе — 7 марта 1920, Таллин) — эстонский юрист и государственный деятель, один из основателей эстонской государственности, глава Автономной Эстонии в составе Российской республики. В дореволюционной России был известен как Иван Иванович Поска.

## Биография

### Ранние годы
Яан Поска родился 24 января (по старому стилю — 12 января) 1866 года. Был пятым ребёнком в семье из двенадцати детей. Его брат Гаврила (или Габриэль, 1875—1929) работал адвокатом.
Воспитывался в русских православных традициях, домашним языком был русский. Говорил по-эстонски с лёгким русским акцентом. Учился в церковно-приходской школе в Тухалаане. Когда Поске было 16 лет, умер его отец, а мать с младшими братьями и сёстрами Яана переехала в Юрьев, где в университете учился его брат Михкель, ставший впоследствии инспектором народных школ.
Окончил Рижскую духовную семинарию (1886), где помимо изучения церковных дисциплин и философии получил среднее образование. В 1890 году окончил юридический факультет Императорского Юрьевского университета.
Перевёл на эстонский язык «Пиковую даму» А. С. Пушкина и ряд других произведений. Подписывался псевдонимом «Яан Кару» (эст. Jaan Karu). Учась в университете, помогал брату Михкелю в составлении хрестоматии по русской литературе для эстонских школ.

### Политическая карьера
Присяжный поверенный в Ревеле (ныне — Таллин). С 1904 года — гласный Ревельской городской думы, в 1905 году был её председателем. В 1913—1917 годах — ревельский городской голова.
В 1914—1915 годы провёл медицинскую реформу, в 1915 году учредил женское коммерческое училище, в 1916 — художественно-промышленное училище. Стал первым этническим эстонцем, занимавшим пост председателя Ревельской городской думы, и вторым эстонцем, бывшим городским головой (мэром) Ревеля.
После получения Эстонией статуса автономии, в марте 1917 года Яан Поска был назначен комиссаром Временного правительства России в Эстляндской губернии, оставаясь на этом посту вплоть до большевистского переворота в ноябре того же года. Осенью 1917 года был избран депутатом Всероссийского учредительного собрания.
Комитет спасения Эстонии 24 февраля 1918 года назначил Яана Поску министром иностранных дел новообразованного государства. Затем Поска входил в состав Временного правительства Эстонии в качестве заместителя премьер-министра и министра юстиции. В 1919 году добился признания независимой Эстонии в Западной Европе, участвовал в работе Парижской мирной конференции.
По возвращении в Эстонию был назначен руководителем эстонской делегации на мирных переговорах с Советской Россией, завершившихся 2 февраля 1920 года подписанием Тартуского мирного договора.

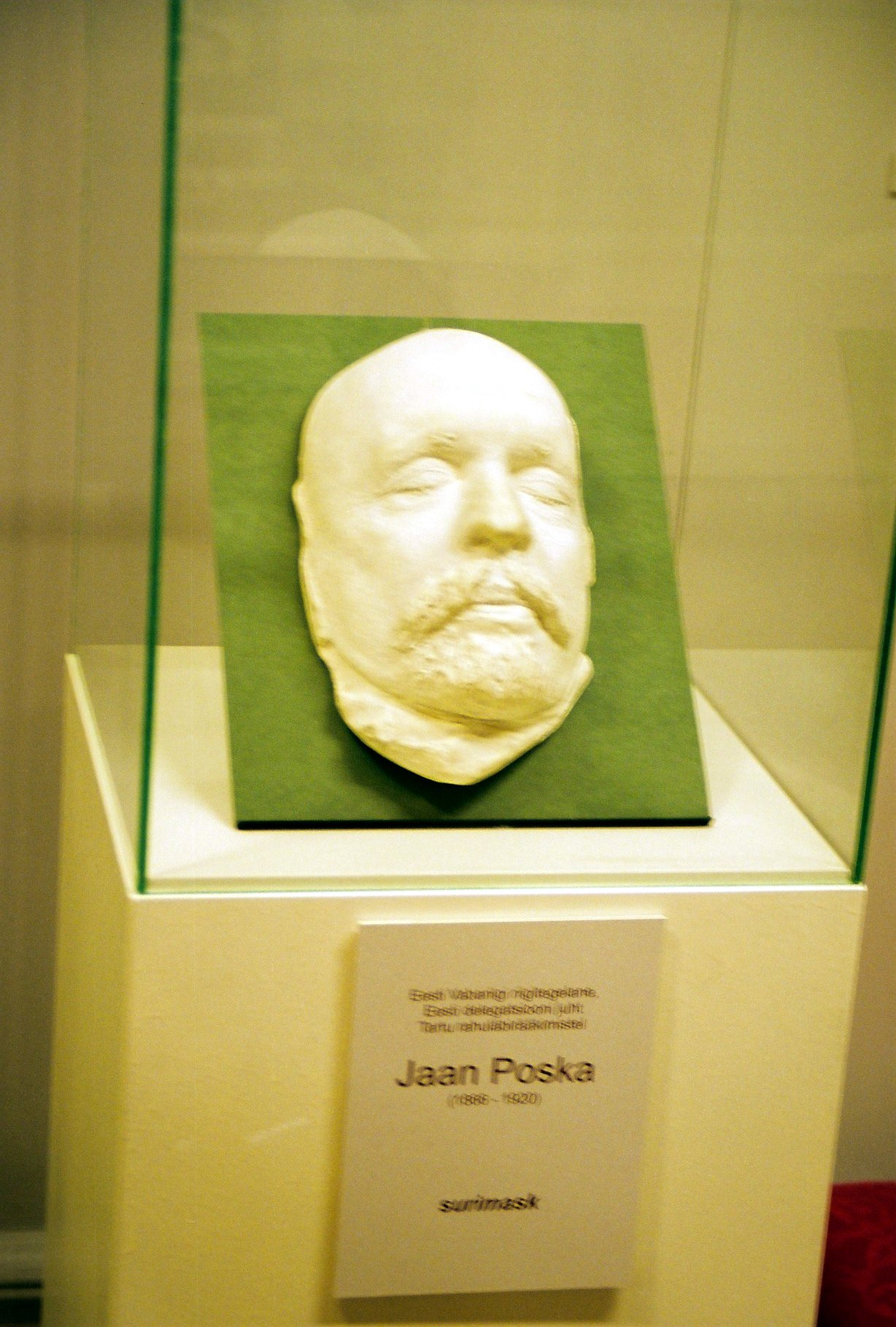
Посмертная маска Яана Поска

Был избран депутатом Учредительного собрания Эстонии. Награждён Крестом Свободы третьего разряда первой степени — за гражданские заслуги. Похоронен в Таллине на Александро-Невском кладбище.
Вошёл в составленный в 1999 году по результатам письменного и онлайн-голосования список 100 великих деятелей Эстонии XX века.

## Дети
- Ксения Поска (1896—1964) — врач
- Вера Поска-Грюнталь (эст. Vera Poska-Grünthal; 1898—1986) — адвокат (magister юридических наук), деятель женского движения, автор книги мемуаров «Jaan Poska tütar jutustab» («Дочь Яана Поски рассказывает», 1969). В 1944 году бежала в Швецию, где работала в архиве.
- Татьяна Поска-Лааман (1900—1988) — доктор журналистики (была замужем за Александром Ардером, позже вышла замуж за Эдуарда Лаамана). Выпускница Сорбоннского университета, была председателем Союза матерей Эстонии.
- Яан Поска (1902—1941) — адвокат
- Георг (1904—1906)
- Анна Поска (1905—1986) — переводчица детских книг
- Хелена (Елена) Поска-Нийнеманн (эст. Helena Poska-Niinemann; 1907—1939) — адвокат
- Нийна (Нина) Поска-Лехес (1913—1953);
- Юри Поска (эст. Jüri Poska; 1919—1974) — юрист и православный священник, в 1944 году бежал в Швецию.

## Увековечение памяти
- В современной Эстонии существует Фонд памяти Яана Поски.
- Имя Яана Поски носит улица в таллинском микрорайоне Кадриорг (до 1991 года носившая имя эстонского коммуниста Александра Лейнера[эст.]) (в 1908—1920 гг. Поска проживал на ней в доме № 8[4]).
- В этом доме находится дом-музей Яана Поски, открытый в 2008 году Фондом памяти Яана Поски[4].
- Именем Яана Поски названа гимназия в Тарту.
- Деятельность Яана Поски на посту комиссара Временного правительства в дни Октябрьской революции в Таллине показана в снятом в 1980 году телевизионном художественном фильме «Два дня из жизни Виктора Кингисеппа» (режиссер Тынис Каск, студия «Таллинфильм»). В роли Поски снялся Хейно Мандри.